# 黒田茂夫
黒田 茂夫（くろだ しげお、1965年7月10日 - ）は、東京都出身の出版地図大手昭文社代表取締役社長。1989年、帝京大学経済学部卒業後、東京ダイキン空調入社。1992年、株式会社昭文社入社、2002年常務取締役、2005年より現職。

## 経歴
- 1965年 - 東京生まれ。
- 1989年 - 帝京大学経済学部卒業。
- 1989年 - 東京ダイキン空調入社。
- 1992年 - 昭文社入社。
- 2002年 - 常務取締役。
- 2005年 - 現職。

| スタブアイコン | サブスタブ | この項目は、まだ閲覧者の調べものの参照としては役立たない、人物に関連した書きかけの項目です。この項目を加筆・訂正などしてくださる協力者を求めています（P:人物伝/PJ:人物伝）。 |